# Herheri Jrambar
Herheri Jrambar är en reservoar i Armenien.   Den ligger i provinsen Vajots Dzor, i den sydöstra delen av landet, 100 kilometer sydost om huvudstaden Jerevan. Herheri Jrambar ligger 1 468 meter över havet.
Trakten runt Herheri Jrambar består i huvudsak av gräsmarker. Runt Herheri Jrambar är det ganska glesbefolkat, med 28 invånare per kvadratkilometer.